# Halveti-Tekke (Prizren)

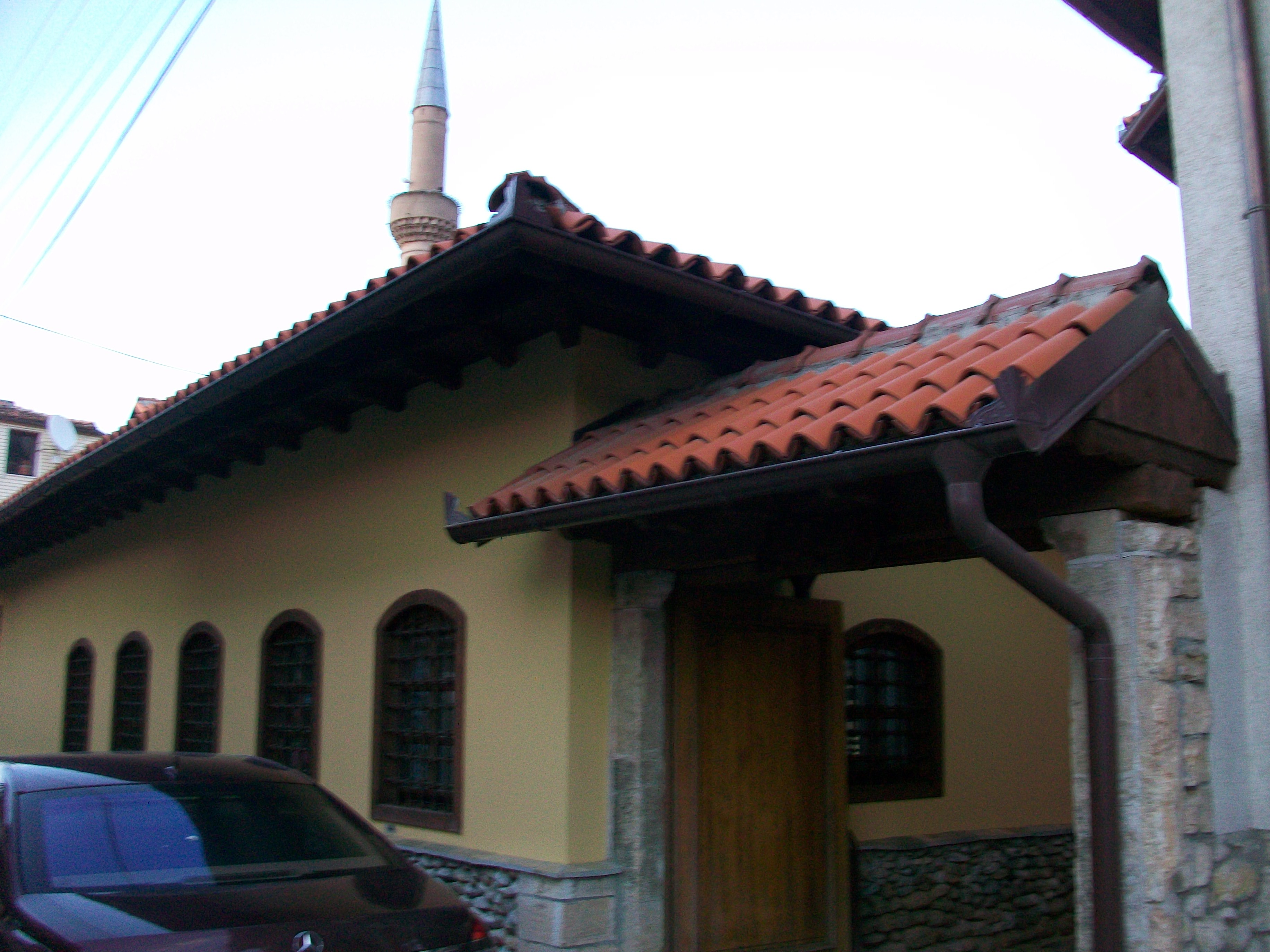
Die renovierte Tekke im Jahr 2009

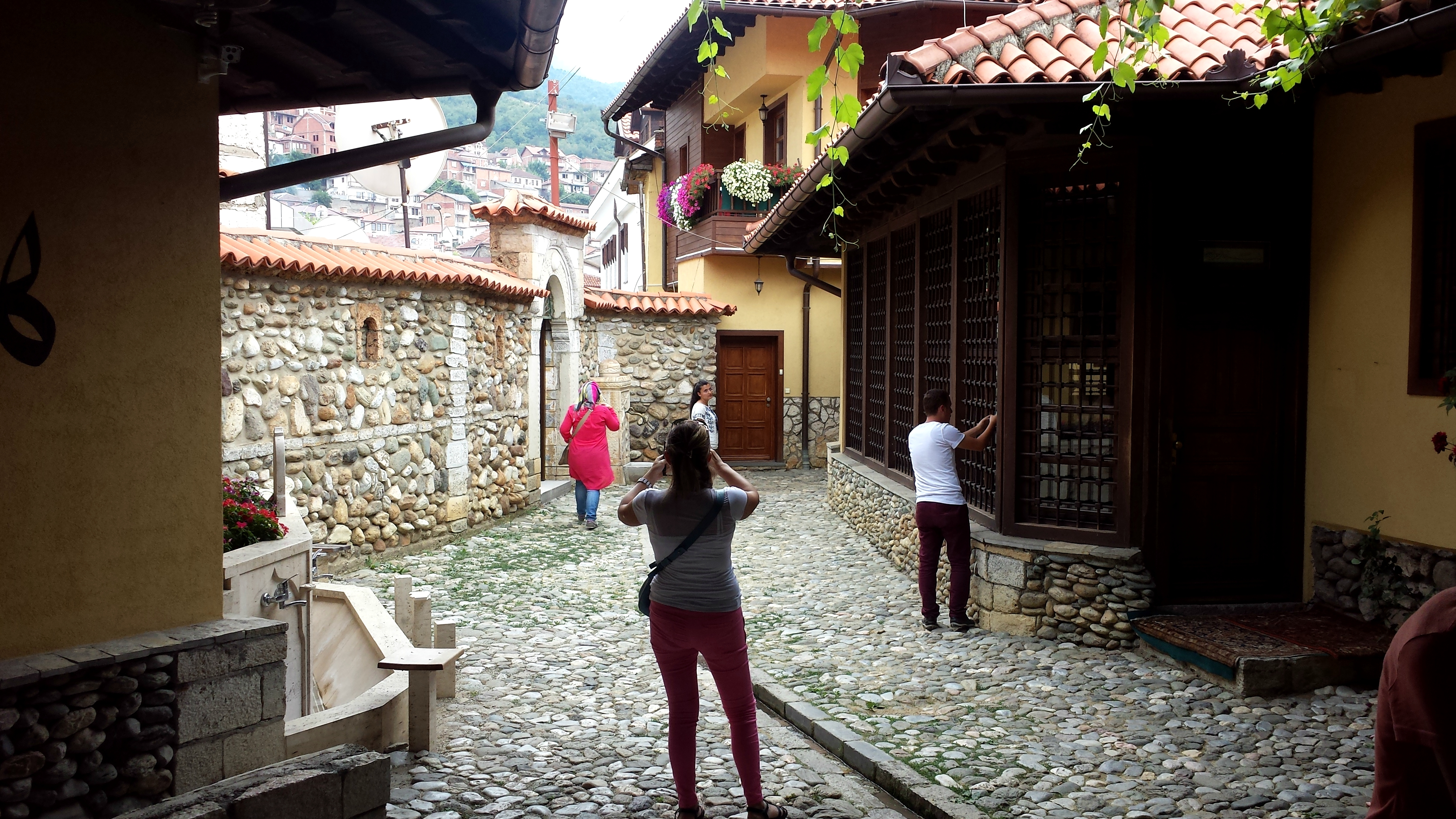
Im Hof

Die Halveti-Tekke oder Helveti-Tekke (albanisch Teqeja e Helvetive) ist ein Derwischkonvent (Tekke) in der Saraçëve-Nachbarschaft der kosovo-albanischen Stadt Prizren, die dem Sufiorden der Halveti gewidmet ist. Das Gebäude ist ein nationales Kulturdenkmal. Der Sufiorden wurde von Baba Osman gegründet. Dieser stammte aus Valash im heutigen Albanien und wurde in Griechenland ausgebildet. Osman lebte in der Kukli-Bey-Moschee in der Nähe der Halveti-Tekke.
Das heutige Gebäude des Konvents stammt aus dem Jahre 1835, besteht aus traditionellem Gestein und hat ein Ziegeldach. Der Komplex umfasst neben dem Konvent auch einen Semihane genannten, sechseckigen Ritualraum als Hauptgebäude, ferner ein mit vielen traditionellen Elementen ausgestattetes Residenzgebäude aus dem 17. Jahrhundert an der Ostseite und einen Warteraum. An der Westseite befindet sich die Türbe, in der sich der Raum für die Gräber des Gründers sowie der neun Prinzen des Halveti-Ordens befinden.
Auf dem Gelände befinden sich zudem ein kreisrunder sowie ein rechteckiger Brunnen.